# Watertoren (Nieuwegein)
De Watertoren van Nieuwegein of Watertoren van IJsselstein is ontworpen door architect Roelof Kuipers en werd gebouwd in 1911. De watertoren heeft een hoogte van 28,5 meter en ligt aan het Hooglandse Jaagpad in de Hoge Landen. Het waterreservoir heeft een inhoud van 150 m³. De toren werd gebouwd in opdracht van het gemeentelijke waterleidingbedrijf van IJsselstein. Na grenswijziging in 1990 staat de watertoren in Nieuwegein